# 两色狂蛛
两色狂蛛（学名：Zelotes bicolor）为平腹蛛科狂蛛属的动物。在中国大陆，分布于新疆等地，多栖息于石块下。该物种的模式产地在新疆。
种名 bicolor 意为“二色的”。